# ELinOS
ELinOS è un ambiente di sviluppo commerciale per Linux. Consiste di una distribuzione Linux per sistemi embedded (noti anche come Embedded Linux) e gli strumenti di sviluppo per un computer host di sviluppo. Il computer host di sviluppo è di solito un computer desktop standard che esegue Linux o Windows. Il sistema Linux e il software applicativo per il dispositivo di destinazione vengono entrambi creati nell'host di sviluppo.

## Descrizione
ELinOS è stato pubblicato per la prima volta nel 1999. ELinOS si concentra sulle applicazioni industriali. A tale scopo vengono fornite estensioni opzionali per il kernel Linux. Ad esempio, patch in tempo reale da OSADL possono essere utilizzate per migliorare il comportamento di timing. Il kernel sarà sempre specificamente compilato per il sistema embedded. Le applicazioni degli spazi degli utenti vengono fornite come binari precompilati per risparmiare tempo per la compilazione. La maggior parte dei pacchetti software ELinOS sono open source e sono concessi in licenza GPL.
ELinOS fornisce Linux embedded come un sistema operativo autonomo o può essere integrato nella piattaforma di virtualizzazione PikeOS se non possono essere soddisfatti i requisiti di sicurezza con il solo Linux. Quest'ultimo potrebbe essere il caso se è richiesta una certificazione secondo uno standard industriale rigoroso.
Eclipse è la tecnica base delle funzionalità fornite dall'ambiente di sviluppo integrato (ambiente di sviluppo integrato - IDE) sull'host di sviluppo.

### Installazione
Per compilare il kernel, verrà proposta una configurazione del kernel individuale. In seguito può essere modificato manualmente. Per generare l'immagine del sistema del file di destinazione sulla base dei passaggi precedenti verrà proposto il contenuto di un singolo file system. I file possono essere aggiunti o rimossi. Le dipendenze verranno verificate e possono essere risolte automaticamente. Dopo aver distribuito l'immagine del file system nel sistema di destinazione il risultato è un singolo file binario che il dispositivo di destinazione può avviare. Per testare ed analizzare il software sul sistema di destinazione si utilizza lo strumento di tracciamento. Per monitorare il comportamento del sistema e ottimizzare l'applicazione o la configurazione del sistema si effettua il Debug del software applicativo sul sistema di destinazione utilizzando il debugger. Gli errori possono essere eseguiti correttamente utilizzando l'IDE sull'host di sviluppo.

### Architetture supportate
Sono supportate le seguenti architetture di processore con un ampio set di pacchetti di supporto per schede (BSP) per varie schede:
- ARM
- ARM64
- PowerPC
- x86
- x86-64

## Ciclo di vita
| Nome   | Versione | Versione associata | Data del rilascio | EOL (End-of-Life) |
| ------ | -------- | ------------------ | ----------------- | ----------------- |
| ELinOS | 5.0      | 3.1, 4.0           |                   | agosto 2016       |
| ELinOS | 5.1      | 4.0                |                   | agosto 2016       |
| ELinOS | 5.2      | 6.0, 6.1, 6.2      | luglio 2012       | dicembre 2018     |
| ELinOS | 6.0      | 6.0, 6.1, 6.2      | luglio 2014       | settembre 2021    |
| ELinOS | 6.1      | 6.1, 6.2           | maggio 2016       | dicembre 2021     |
| ELinOS | 6.2      | 6.2                | ottobre 2017      | marzo 2023        |
| ELinOS | 7.0      | 7.0                | maggio 2020       | giugno 2025       |
| ELinOS | 7.1      | 7.3                | marzo 2022        | aprile 2027       |